# Чхве Хьон Джу
Чхве Хьон Джу  (кор. 최 현주, 6 серпня 1984) — південнокорейська лучниця, олімпійська чемпіонка.

## Виступи на Олімпіадах
| Олімпіада   | Дисципліна | Місце |
| ----------- | ---------- | ----- |
| Лондон 2012 | особисті   | =9    |
| Лондон 2012 | командні   | 1     |